# Wereldbeker snowboarden 2024/2025
De wereldbeker snowboarden 2024/2025 (officieel: FIS World Cup Snowboard 2024/2025) begon op 1 september 2024 in het Nieuw-Zeelandse Cardrona en eindigde op 6 april 2025 in het Canadese Mont-Sainte-Anne.

## Mannen

### Uitslagen
| Datum | Plaats            | Onderdeel            | Eerste             | Tweede               | Derde               |
| --- | ----------------- | -------------------- | ------------------ | -------------------- | ------------------- |
| 01/09/2024 | Cardrona          | Slopestyle           | Cameron Spalding   | Mons Røisland        | Rocco Jamieson      |
| 19/10/2024 | Chur              | Big air              | Taiga Hasegawa     | Rocco Jamieson       | Romain Allemand     |
| 30/11/2024 | Mylin             | Parallelreuzenslalom | Edwin Coratti      | Kim Sang-kyum        | Lee Sang-ho         |
| 01/12/2024 | Mylin             | Parallelslalom       | Maurizio Bormolini | Benjamin Karl        | Gabriel Messner     |
| 01/12/2024 | Beijing           | Big air              | Hiroto Ogiwara     | Ian Matteoli         | Yang Wenlong        |
| 07/12/2024 | Yanqing           | Parallelreuzenslalom | Tim Mastnak        | Maurizio Bormolini   | Mirko Felicetti     |
| 08/12/2024 | Yanqing           | Parallelslalom       | Daniele Bagozza    | Gabriel Messner      | Andreas Prommegger  |
| 08/12/2024 | Secret Garden     | Halfpipe             | Yuto Totsuka       | Scotty James         | Ryusei Yamada       |
| 12/12/2024 | Carezza           | Parallelreuzenslalom | Radoslav Jankov    | Gabriel Messner      | Benjamin Karl       |
| 14/12/2024 | Cortina d'Ampezzo | Parallelreuzenslalom | Daniele Bagozza    | Aaron March          | Alexander Payer     |
| 14/12/2024 | Cervinia          | Snowboardcross       | Jakob Dusek        | Cameron Bolton       | Lorenzo Sommariva   |
| 20/12/2024 | Copper Mountain   | Halfpipe             | Ayumu Hirano       | Yuto Totsuka         | Ruka Hirano         |
| 21/12/2024 | Davos             | Parallelslalom       | Arvid Auner        | Dario Caviezel       | Fabian Obmann       |
| 05/01/2025 | Klagenfurt        | Big air              | Taiga Hasegawa     | Ian Matteoli         | Øyvind Kirkhus      |
| 11/01/2025 | Kreischberg       | Big air              | Yang Wenlong       | Taiga Hasegawa       | Kira Kimura         |
| 11/01/2025 | Scuol             | Parallelreuzenslalom | Maurizio Bormolini | Dominik Burgstaller  | Andreas Prommegger  |
| 14/01/2025 | Bad Gastein       | Parallelslalom       | Aaron March        | Andreas Prommegger   | Cody Winters        |
| 18/01/2025 | Laax              | Halfpipe             | Scotty James       | Ruka Hirano          | Ayumu Hirano        |
| 18/01/2025 | Laax              | Slopestyle           | Cameron Spalding   | Redmond Gerard       | Noah Vicktor        |
| 18/01/2025 | Bansko            | Parallelslalom       | Andreas Prommegger | Benjamin Karl        | Gabriel Messner     |
| 19/01/2025 | Bansko            | Parallelslalom       | Dario Caviezel     | Gabriel Messner      | Radoslav Jankov     |
| 24/01/2025 | Dolní Morava      | Snowboardcross       | Geannuleerd        | Geannuleerd          | Geannuleerd         |
| 25/01/2025 | Rogla             | Parallelreuzenslalom | Maurizio Bormolini | Elias Huber          | Aaron March         |
| 01/02/2025 | Aspen             | Halfpipe             | Ayumu Hirano       | Ruka Hirano          | Ryusei Yamada       |
| 02/02/2025 | Aspen             | Slopestyle           | Francis Jobin      | Su Yiming            | Sean Fitzsimons     |
| 06/02/2025 | Aspen             | Big air              | Eli Bouchard       | Taiga Hasegawa       | Yuto Miyamura       |
| 01/02/2025 | Beidahu           | Snowboardcross       | Éliot Grondin      | Alessandro Haemmerle | Merlin Surget       |
| 02/02/2025 | Beidahu           | Snowboardcross       | Éliot Grondin      | Leon Ulbricht        | Leon Bozzolo        |
| 15/02/2025 | Cortina d'Ampezzo | Snowboardcross       | Aidan Chollet      | Kurt Hoshino         | Cody Winters        |
| 15/02/2025 | Val Saint-Côme    | Parallelreuzenslalom | Žan Košir          | Benjamin Karl        | Radoslav Jankov     |
| 16/02/2025 | Val Saint-Côme    | Parallelreuzenslalom | Elias Huber        | Roland Fischnaller   | Maurizio Bormolini  |
| 21/02/2025 | Calgary           | Halfpipe             | Ruka Hirano        | Yuto Totsuka         | Alessandro Barbieri |
| 22/02/2025 | Calgary           | Slopestyle           | Oliver Martin      | Redmond Gerard       | Marcus Kleveland    |
| 01/03/2025 | Krynica           | Parallelreuzenslalom | Roland Fischnaller | Lee Sang-ho          | Maurizio Bormolini  |
| 02/03/2025 | Krynica           | Parallelreuzenslalom | Andreas Prommegger | Maurizio Bormolini   | Kim Sang-kyum       |
| 02/03/2025 | Erzurum           | Snowboardcross       | Leon Ulbricht      | Éliot Grondin        | Nick Baumgartner    |
| 08/03/2025 | Goedaoeri         | Snowboardcross       | Jakob Dusek        | Adam Lambert         | Éliot Grondin       |
| 09/03/2025 | Goedaoeri         | Snowboardcross       | Julien Tomas       | Lukas Pachner        | Loan Bozzolo        |
| 14/03/2025 | Livigno           | Slopestyle           | Geannuleerd        | Geannuleerd          | Geannuleerd         |
| 15/03/2025 | Winterberg        | Parallelslalom       | Matthaeus Pink     | Arvid Auner          | Maurizio Bormolini  |
| 21/03/2025 | Montafon          | Snowboardcross       | Loan Bozzolo       | Adam Lambert         | Aidan Chollet       |
| 20 tot en met 29 maart 2025: Wereldkampioenschappen snowboarden 2025 in Engadin (telt niet mee voor wereldbeker) |                   |                      |                    |                      |                     |
| 05/04/2025 | Mont-Sainte-Anne  | Snowboardcross       | Jakob Dusek        | Éliot Grondin        | Nathan Pare         |
| 06/04/2025 | Mont-Sainte-Anne  | Snowboardcross       | Éliot Grondin      | Aidan Chollet        | Loan Bozzolo        |

### Eindstanden
| Parallel (PSL/PGS) | Parallel (PSL/PGS) | Parallel (PSL/PGS) | Parallel (PSL/PGS) |
| #                  | Naam               | Land               | Punten             |
| ------------------ | ------------------ | ------------------ | ------------------ |
| 1                  | Maurizio Bormolini | Italië             | 910                |
| 2                  | Andreas Prommegger | Oostenrijk         | 731                |
| 3                  | Daniele Bagozza    | Italië             | 594                |
| 4                  | Gabriel Messner    | Italië             | 591                |
| 5                  | Benjamin Karl      | Oostenrijk         | 565                |
| 6                  | Radoslav Jankov    | Bulgarije          | 543                |
| 7                  | Tim Mastnak        | Slovenië           | 537                |
| 8                  | Arvid Auner        | Oostenrijk         | 531                |
| 9                  | Elias Huber        | Duitsland          | 516                |
| 10                 | Aaron March        | Italië             | 505                |

| Freestyle (BA/HP/SBS) | Freestyle (BA/HP/SBS) | Freestyle (BA/HP/SBS) | Freestyle (BA/HP/SBS) |
| #                     | Naam                  | Land                  | Punten                |
| --------------------- | --------------------- | --------------------- | --------------------- |
| 1                     | Taiga Hasegawa        | Japan                 | 439                   |
| 2                     | Ruka Hirano           | Japan                 | 385                   |
| 3                     | Yuto Totsuka          | Japan                 | 360                   |
| 4                     | Ayumu Hirano          | Japan                 | 290                   |
| 5                     | Scotty James          | Australië             | 275                   |
| 6                     | Cameron Spalding      | Canada                | 266                   |
| 7                     | Redmond Gerard        | Verenigde Staten      | 257                   |
| 8                     | Su Yiming             | China                 | 241                   |
| 9                     | Oyvind Kirkhus        | Noorwegen             | 230                   |
| 10                    | Ian Matteoli          | Italië                | 220                   |

| Slopestyle (SBS) | Slopestyle (SBS) | Slopestyle (SBS) | Slopestyle (SBS) |
| #                | Naam             | Land             | Punten           |
| ---------------- | ---------------- | ---------------- | ---------------- |
| 1                | Cameron Spalding | Canada           | 230              |
| 2                | Redmond Gerard   | Verenigde Staten | 192              |
| 3                | Su Yiming        | China            | 186              |
| 4                | Mons Roisland    | Noorwegen        | 138              |
| 5                | Francis Jobin    | Canada           | 126              |
| 6                | Dane Menzies     | Nieuw-Zeeland    | 126              |
| 7                | Liam Brearley    | Canada           | 113              |
| 8                | Marcus Kleveland | Noorwegen        | 104              |
| 9                | Rocco Jamieson   | Nieuw-Zeeland    | 102              |
| 10               | Oliver Martin    | Verenigde Staten | 100              |

| Parallelslalom (PSL) | Parallelslalom (PSL) | Parallelslalom (PSL) | Parallelslalom (PSL) |
| #                    | Naam                 | Land                 | Punten               |
| -------------------- | -------------------- | -------------------- | -------------------- |
| 1                    | Arvid Auner          | Oostenrijk           | 299                  |
| 2                    | Gabriel Messner      | Italië               | 252                  |
| 3                    | Daniele Bagozza      | Italië               | 237                  |
| 4                    | Andreas Prommegger   | Oostenrijk           | 236                  |
| 5                    | Maurizio Bormolini   | Italië               | 218                  |
| 6                    | Aaron March          | Italië               | 183                  |
| 7                    | Benjamin Karl        | Oostenrijk           | 161                  |
| 8                    | Matthaeus Pink       | Oostenrijk           | 155                  |
| 9                    | Alexander Payer      | Oostenrijk           | 130                  |
| 10                   | Dario Caviezel       | Zwitserland          | 128                  |

| Big Air (BA) | Big Air (BA)     | Big Air (BA)     | Big Air (BA) |
| #            | Naam             | Land             | Punten       |
| ------------ | ---------------- | ---------------- | ------------ |
| 1            | Taiga Hasegawa   | Japan            | 360          |
| 2            | Ian Matteoli     | Italië           | 210          |
| 3            | Yang Wenlong     | China            | 204          |
| 4            | Oyvind Kirkhus   | Noorwegen        | 181          |
| 5            | Hiroto Ogiwara   | Japan            | 141          |
| 6            | Jakub Hrones     | Tsjechië         | 132          |
| 7            | Clemens Millauer | Oostenrijk       | 116          |
| 8            | Rocco Jamieson   | Nieuw-Zeeland    | 115          |
| 9            | Eli Bouchard     | Canada           | 114          |
| 10           | Chris Corning    | Verenigde Staten | 111          |

| Snowboardcross (SBX) | Snowboardcross (SBX) | Snowboardcross (SBX) | Snowboardcross (SBX) |
| #                    | Naam                 | Land                 | Punten               |
| -------------------- | -------------------- | -------------------- | -------------------- |
| 1                    | Éliot Grondin        | Canada               | 684                  |
| 2                    | Loan Bozzolo         | Frankrijk            | 473                  |
| 3                    | Jakob Dusek          | Oostenrijk           | 444                  |
| 4                    | Aidan Chollet        | Frankrijk            | 407                  |
| 5                    | Julien Tomas         | Frankrijk            | 322                  |
| 6                    | Adam Lambert         | Australië            | 311                  |
| 7                    | Lukas Pachner        | Oostenrijk           | 300                  |
| 8                    | Leon Ulbricht        | Duitsland            | 297                  |
| 9                    | Cameron Bolton       | Australië            | 295                  |
| 10                   | Merlin Surget        | Frankrijk            | 269                  |

| Parallelreuzenslalom (PGS) | Parallelreuzenslalom (PGS) | Parallelreuzenslalom (PGS) | Parallelreuzenslalom (PGS) |
| #                          | Naam                       | Land                       | Punten                     |
| -------------------------- | -------------------------- | -------------------------- | -------------------------- |
| 1                          | Maurizio Bormolini         | Italië                     | 692                        |
| 2                          | Andreas Prommegger         | Oostenrijk                 | 495                        |
| 3                          | Radoslav Jankov            | Bulgarije                  | 455                        |
| 4                          | Edwin Coratti              | Italië                     | 416                        |
| 5                          | Elias Huber                | Duitsland                  | 412                        |
| 6                          | Tim Mastnak                | Slovenië                   | 410                        |
| 7                          | Benjamin Karl              | Oostenrijk                 | 404                        |
| 8                          | Mirko Felicetti            | Italië                     | 385                        |
| 9                          | Roland Fischnaller         | Italië                     | 368                        |
| 10                         | Daniele Bagozza            | Italië                     | 357                        |

| Halfpipe (HP) | Halfpipe (HP)          | Halfpipe (HP)    | Halfpipe (HP) |
| #             | Naam                   | Land             | Punten        |
| ------------- | ---------------------- | ---------------- | ------------- |
| 1             | Ruka Hirano            | Japan            | 340           |
| 2             | Yuto Totsuka           | Japan            | 310           |
| 3             | Ayumu Hirano           | Japan            | 290           |
| 4             | Scotty James           | Australië        | 275           |
| 5             | Ryusei Yamada          | Japan            | 175           |
| 6             | Shuichiro Shigeno      | Japan            | 157           |
| 7             | Campbell Melville Ives | Nieuw-Zeeland    | 151           |
| 8             | Alessandro Barbieri    | Verenigde Staten | 130           |
| 9             | Chase Josey            | Verenigde Staten | 130           |
| 10            | Patrick Burgner        | Zwitserland      | 110           |

## Vrouwen

### Uitslagen
| Datum | Plaats            | Onderdeel            | Eerste                     | Tweede               | Derde                      |
| --- | ----------------- | -------------------- | -------------------------- | -------------------- | -------------------------- |
| 01/09/2024 | Cardrona          | Slopestyle           | Kokomo Murase              | Mia Brookes          | Rebecca Flynn              |
| 19/10/2024 | Chur              | Big air              | Mari Fukada                | Reira Iwabuchi       | Laurie Blouin              |
| 30/11/2024 | Mylin             | Parallelreuzenslalom | Ester Ledecká              | Aleksandra Król      | Tsubaki Miki               |
| 01/12/2024 | Mylin             | Parallelslalom       | Sabine Schöffmann          | Tsubaki Miki         | Julie Zogg                 |
| 01/12/2024 | Beijing           | Big air              | Mia Brookes                | Mari Fukada          | Anna Gasser                |
| 07/12/2024 | Yanqing           | Parallelreuzenslalom | Lucia Dalmasso             | Sabine Schöffmann    | Tsubaki Miki               |
| 08/12/2024 | Yanqing           | Parallelslalom       | Tsubaki Miki               | Claudia Riegler      | Julie Zogg                 |
| 08/12/2024 | Secret Garden     | Halfpipe             | Maddie Mastro              | Cai Xuetong          | Madeline Schaffrick        |
| 12/12/2024 | Carezza           | Parallelreuzenslalom | Jasmin Coratti             | Aleksandra Król      | Tsubaki Miki               |
| 14/12/2024 | Cortina d'Ampezzo | Parallelreuzenslalom | Sabine Schöffmann          | Aleksandra Król      | Jasmin Coratti             |
| 14/12/2024 | Cervinia          | Snowboardcross       | Léa Casta                  | Josie Baff           | Maja-Li Iafrate Danielsson |
| 20/12/2024 | Copper Mountain   | Halfpipe             | Sara Shimizu               | Cai Xuetong          | Mitsuki Ono                |
| 21/12/2024 | Davos             | Parallelslalom       | Tsubaki Miki               | Michelle Dekker      | Flurina Neva Bätschi       |
| 05/01/2025 | Klagenfurt        | Big air              | Mia Brookes                | Mari Fukada          | Momo Suzuki                |
| 11/01/2025 | Kreischberg       | Big air              | Anna Gasser                | Reira Iwabuchi       | Mia Brookes                |
| 11/01/2025 | Scuol             | Parallelreuzenslalom | Aleksandra Król            | Tsubaki Miki         | Tomoka Takeuchi            |
| 14/01/2025 | Bad Gastein       | Parallelslalom       | Ramona Theresia Hofmeister | Tsubaki Miki         | Elisa Caffont              |
| 18/01/2025 | Laax              | Halfpipe             | Chloe Kim                  | Maddie Mastro        | Gaon Choi                  |
| 18/01/2025 | Laax              | Slopestyle           | Mia Brookes                | Zoi Sadowski-Synnott | Kokomo Murase              |
| 18/01/2025 | Bansko            | Parallelreuzenslalom | Ramona Theresia Hofmeister | Tsubaki Miki         | Aleksandra Król            |
| 19/01/2025 | Bansko            | Parallelreuzenslalom | Ramona Theresia Hofmeister | Tsubaki Miki         | Michelle Dekker            |
| 24/01/2025 | Dolní Morava      | Snowboardcross       | Geannuleerd                | Geannuleerd          | Geannuleerd                |
| 25/01/2025 | Rogla             | Parallelreuzenslalom | Tsubaki Miki               | Sabine Schöffmann    | Elisa Caffont              |
| 01/02/2025 | Aspen             | Halfpipe             | Chloe Kim                  | Gaon Choi            | Sara Shimizu               |
| 02/02/2025 | Aspen             | Slopestyle           |                            |                      |                            |
| 06/02/2025 | Aspen             | Big air              |                            |                      |                            |
| 15/02/2025 | Cortina d'Ampezzo | Snowboardcross       |                            |                      |                            |
| 15/02/2025 | Val Saint-Côme    | Parallelreuzenslalom |                            |                      |                            |
| 16/02/2025 | Val Saint-Côme    | Parallelreuzenslalom |                            |                      |                            |
| 21/02/2025 | Calgary           | Halfpipe             |                            |                      |                            |
| 22/02/2025 | Calgary           | Slopestyle           |                            |                      |                            |
| 01/03/2025 | Krynica           | Parallelreuzenslalom |                            |                      |                            |
| 02/03/2025 | Krynica           | Parallelreuzenslalom |                            |                      |                            |
| 02/03/2025 | Erzurum           | Snowboardcross       |                            |                      |                            |
| 08/03/2025 | Goedaoeri         | Snowboardcross       |                            |                      |                            |
| 09/03/2025 | Goedaoeri         | Snowboardcross       |                            |                      |                            |
| 14/03/2025 | Livigno           | Slopestyle           |                            |                      |                            |
| 15/03/2025 | Winterberg        | Parallelslalom       |                            |                      |                            |
| 21/03/2025 | Montafon          | Snowboardcross       |                            |                      |                            |
| 20 tot en met 29 maart 2025: Wereldkampioenschappen snowboarden 2025 in Engadin (telt niet mee voor wereldbeker) |                   |                      |                            |                      |                            |
| 05/04/2025 | Mont-Sainte-Anne  | Snowboardcross       |                            |                      |                            |
| 06/04/2025 | Mont-Sainte-Anne  | Snowboardcross       |                            |                      |                            |

## Gemengd

### Uitslagen
| Datum      | Plaats       | Onderdeel      | Eerste       | Tweede                | Derde         |
| ---------- | ------------ | -------------- | ------------ | --------------------- | ------------- |
| 15/01/2025 | Bad Gastein  | Parallelslalom | Oostenrijk-1 | Duitsland-1           | Zwitserland-1 |
| 25/01/2025 | Dolní Morava | Snowboardcross | Geannuleerd  | Geannuleerd           | Geannuleerd   |
| 03/03/2025 | Erzurum      | Snowboardcross | Australië-1  | Verenigd Koninkrijk-1 | Oostenrijk-1  |
| 16/03/2025 | Winterberg   | Parallelslalom | Duitsland-1  | Duitsland-2           | Italië-1      |
| 22/03/2025 | Montafon     | Snowboardcross | Frankrijk-2  | Australië-1           | Frankrijk-1   |

### Eindstanden
| Parallelteam (PRT) | Parallelteam (PRT) | Parallelteam (PRT) |
| #                  | Team               | Punten             |
| ------------------ | ------------------ | ------------------ |
| 1                  | Duitsland-1        | 180                |
| 2                  | Oostenrijk-1       | 113                |
| 3                  | Italië-1           | 100                |
| 3                  | Zwitserland-1      | 100                |
| 5                  | Italië-2           | 95                 |
| 6                  | Duitsland-2        | 80                 |
| 7                  | Zwitserland-2      | 72                 |
| 8                  | Italië-3           | 63                 |
| 9                  | Canada-1           | 58                 |
| 10                 | Verenigde Staten-1 | 56                 |

| Snowboardcrossteam (BXT) | Snowboardcrossteam (BXT) | Snowboardcrossteam (BXT) |
| #                        | Team                     | Punten                   |
| ------------------------ | ------------------------ | ------------------------ |
| 1                        | Australië-1              | 180                      |
| 2                        | Frankrijk-2              | 140                      |
| 3                        | Verenigd Koninkrijk-1    | 130                      |
| 4                        | Frankrijk-1              | 105                      |
| 5                        | Oostenrijk-1             | 96                       |
| 6                        | Verenigde Staten-2       | 72                       |
| 7                        | Canada-1                 | 62                       |
| 8                        | Canada-2                 | 59                       |
| 9                        | Verenigde Staten-1       | 58                       |
| 10                       | Zwitserland-1            | 55                       |